# ABU Robocon 2005
Robocon Bắc Kinh 2005 là lần tổ chức thứ tư của cuộc thi sáng tạo robot châu Á - Thái Bình Dương ABU Robocon, cuộc thi đấu robot quốc tế thường niên của Hiệp hội Phát thanh Truyền hình châu Á - Thái Bình Dương (ABU). Thủ đô Bắc Kinh của Trung Quốc là địa điểm đăng cai tổ chức vòng chung kết cuộc thi này. Đội tuyển đến từ Nhật Bản đã giành chức vô địch ABU Robocon lần này.

## Luật chơi
Robot tham dự cuộc thi phải lên trường thành và bỏ những quả bóng nhiên liệu vào năm ngọn đuốc và bốn đài lửa. Thời gian cho mỗi trận đấu là 3 phút.
Sân thi đấu là một hình vuông có hai vùng: vùng trong dành cho robot tự động, vùng ngoài dành cho robot điều khiển bằng tay. Robot bằng tay chỉ có thể di chuyển trong vùng của robot điều khiển bằng tay trong khi robot tự động có thể di chuyển trong cả hai vùng, Ở giữa vùng tự động có một hình bát giác trồi lên, gọi là "tháp báo hiệu". Ở giữa tháp báo hiệu có một ngọn đuốc cao 1,8m. Ngọn đuốc được chia thành ba phần có ba màu bằng nhau: đỏ, xanh lục và xanh lam và được gọi lần lượt là khay nhiên liệu đỏ, xanh lục và xanh lam. Xung quanh tháp báo hiệu có bốn ngọn đuốc cao 1,5m, gọi là ngọn đuốc phụ. Mỗi ngọn đuốc phụ được chia thành hai phần bằng nhau mang mau đó và xanh lam, được gọi là khay năng lượng đỏ và xanh lam tương ứng.
Ở trong vùng điều khiển bằng tay có 16 quả bóng nhiên liệu mang màu đỏ và xanh dành cho hai đội (mỗi đội 16 quả bóng) có đường kính 15 cm. Trước khi bắt đầu trận đấu, mỗi đội được chất tối đa 16 quả bóng có màu của đội đó lên các robot tự động. Robot điều khiển bằng tay phải tự đi lấy bóng từ kho nhiên liệu của đội mình.
Khi trận đấu bắt đầu, robot tự động phải tự tìm khay nhiên liệu có màu của đội mình và thả các quả bóng nhiên liệu vào đó. Chỉ có robot tự động đi lên tháp báo hiệu mới được phép bỏ bóng vào các ngọn đuốc chính. Cả hai robot của hai đội đều được phép bỏ bóng vào khay màu xanh lục của ngọn đuốc chính.
Robot điều khiển bằng tay có thể bỏ bóng vào khay nhiên liệu trong vùng đài lửa, bắn bóng vào các đuốc phụ có khay nhiên liệu của đội mình hoặc phá bóng của đối thủ ở các đĩa nhiên liệu bằng cách bắn bóng hoặc thổi quạt gió.
Điểm số được tính như sau:
- Một bóng ở đuốc phụ hoặc ở đĩa nhiên liệu được tính 1 điểm.
- Một bóng ở khay nhiên liệu màu xanh lục hoặc ở khay nhiên liệu có màu của đội đó được tính 5 điểm.
- Nếu đội thi vi phạm luật sẽ bị trừ 1 điểm cho mỗi lần vi phạm.

Nếu một đội bỏ được ít nhất 1 bóng vào khay nhiên liệu của đội mình ở các đuốc phụ và chính, 1 vào khay nhiên liệu màu xanh lục ở đuốc chính tạo thành đường chéo và ít nhất một bóng ở các đĩa nhiên liệu, đội đó sẽ giành chiến thắng tuyệt đối. Nếu không, trọng tài sẽ tính điểm và đội có nhiều điểm bóng hơn sẽ chiến thắng.

## Các đội tham dự
| STT | Quốc gia          | Trường đại học đại diện                                        | Đài truyền hình                             |
| --- | ----------------- | -------------------------------------------------------------- | ------------------------------------------- |
| 1   | Bangladesh        | Đại học Công nghệ Kỹ thuật Bangladesh                          | Đài truyền hình Bangladesh                  |
| 2   | Brunei Darussalam | Cao đẳng Kỹ thuật Jefri Bolkiah                                | Đài phát thanh truyền hình Brunei           |
| 3   | Trung Quốc 1      | Đại học Khoa học và Kỹ thuật Bắc Kinh                          | Đài truyền hình Trung ương Trung Quốc       |
| 4   | Trung Quốc 2      | Học viện Công nghệ Cáp Nhĩ Tân                                 | Đài truyền hình Trung ương Trung Quốc       |
| 5   | Ai Cập            | Viện Công nghệ cao                                             | Hiệp hội truyền hình phát thanh Ai Cập      |
| 6   | Fiji              | Đại học Nam Thái Bình Dương                                    | Công ty TNHH truyền hình Fiji               |
| 7   | Hồng Kông         | Đại học Công nghệ và Kỹ thuật Hồng Kông                        | Đài phát thanh truyền hình Hồng Kông        |
| 8   | Ấn Độ             | Học viện Công nghệ Bombay                                      | Doordarshan                                 |
| 9   | Indonesia         | Học viện Bách khoa Kỹ thuật Điện tử Surabaya                   | Televisi Republik Indonesia                 |
| 10  | Iran              | Đại học Toyserkan                                              | Hãng truyền thông Cộng hòa Hồi giáo Iran    |
| 11  | Nhật Bản          | Đại học Tokyo                                                  | NHK                                         |
| 12  | Hàn Quốc          | Đại học Quốc gia Chungnam                                      | Hệ thống truyền thông Hàn Quốc              |
| 13  | Malaysia          | Đại học Công nghệ Malaysia                                     | Đài phát thanh truyền hình Malaysia         |
| 14  | Mông Cổ           | Đại học Khoa học Công nghệ Mông Cổ                             | Đài phát thanh truyền hình Cộng hòa Mông Cổ |
| 15  | Nepal             | Đại học Tribhuvan                                              | Đài truyền hình Nepal                       |
| 16  | Pakistan          | Đại học Khoa học Công nghệ Quốc gia                            | Pakistan Television Corporation             |
| 17  | Sri Lanka         | Đại học Peradeniya                                             | Công ty TNHH Mạng truyền hình Độc lập       |
| 18  | Thái Lan          | Cao đẳng Công nghiệp và Giáo dục cộng đồng Nakhon Si Thammarat | Công ty TNHH Công cộng MCOT                 |
| 19  | Thổ Nhĩ Kỳ        | Đại học Gazi                                                   | Turkish Radio Television Corporation        |
| 20  | Việt Nam          | Đại học Bách khoa Hà Nội                                       | Đài truyền hình Việt Nam                    |

## Các bảng đấu
| Bảng A    | Bảng B   | Bảng C       | Bảng D     | Bảng E     | Bảng F       | Bảng G    |
| --------- | -------- | ------------ | ---------- | ---------- | ------------ | --------- |
| Hàn Quốc  | Iran     | Việt Nam     | Malaysia   | Sri Lanka  | Trung Quốc 2 | Nepal     |
| Fiji      | Nhật Bản | Trung Quốc 1 | Ấn Độ      | Bangladesh | Pakistan     | Indonesia |
| Hồng Kông | Ai Cập   | Brunei       | Thổ Nhĩ Kỳ | Thái Lan   | Mông Cổ      |           |

## Vòng bảng
|  | Đội tuyển đi tiếp vào vòng trong |

### Bảng A
| Đội tuyển | Số trận | Thắng | Thua | Điểm | C |
| --------- | ------- | ----- | ---- | ---- | - |
| Hàn Quốc  | 2       | 1     | 1    | 4    | 0 |
| Fiji      | 2       | 0     | 2    | 2    | 0 |
| Hồng Kông | 2       | 2     | 0    | 60   | 0 |

|  | v |  |
|  | - |  |
|  |   |  |

|  | v |  |
|  | - |  |
|  |   |  |

|  | v |  |
|  | - |  |
|  |   |  |

### Bảng B
| Đội tuyển | Số trận | Thắng | Thua | Điểm | C |
| --------- | ------- | ----- | ---- | ---- | - |
| Iran      | 2       | 0     | 2    | 1    | 0 |
| Nhật Bản  | 2       | 1     | 1    | 84   | 1 |
| Ai Cập    | 2       | 2     | 0    | 81   | 2 |

|  | v |  |
|  | - |  |
|  |   |  |

|  | v |  |
|  | - |  |
|  |   |  |

|  | v |  |
|  | - |  |
|  |   |  |

### Bảng C
| Đội tuyển    | Số trận | Thắng | Thua | Điểm | C |
| ------------ | ------- | ----- | ---- | ---- | - |
| Việt Nam     | 2       | 1     | 1    | 40   | 0 |
| Trung Quốc 1 | 2       | 2     | 0    | 57   | 1 |
| Brunei       | 2       | 0     | 2    | 25   | 0 |

|  | v |  |
|  | - |  |
|  |   |  |

|  | v |  |
|  | - |  |
|  |   |  |

|  | v |  |
|  | - |  |
|  |   |  |

### Bảng D
| Đội tuyển  | Số trận | Thắng | Thua | Điểm | C |
| ---------- | ------- | ----- | ---- | ---- | - |
| Malaysia   | 2       | 2     | 0    | 70   | 1 |
| Ấn Độ      | 2       | 0     | 2    | 9    | 0 |
| Thổ Nhĩ Kỳ | 2       | 1     | 1    | 18   | 0 |

|  | v |  |
|  | - |  |
|  |   |  |

|  | v |  |
|  | - |  |
|  |   |  |

|  | v |  |
|  | - |  |
|  |   |  |

### Bảng E
| Đội tuyển  | Số trận | Thắng | Thua | Điểm | C |
| ---------- | ------- | ----- | ---- | ---- | - |
| Sri Lanka  | 2       | 0     | 2    | 0    | 0 |
| Bangladesh | 2       | 1     | 1    | 4    | 0 |
| Thái Lan   | 2       | 2     | 0    | 44   | 1 |

|  | v |  |
|  | - |  |
|  |   |  |

|  | v |  |
|  | - |  |
|  |   |  |

|  | v |  |
|  | - |  |
|  |   |  |

### Bảng F
| Đội tuyển    | Số trận | Thắng | Thua | Điểm | C |
| ------------ | ------- | ----- | ---- | ---- | - |
| Trung Quốc 2 | 2       | 2     | 0    | 52   | 1 |
| Pakistan     | 2       | 0     | 2    | 9    | 0 |
| Mông Cổ      | 2       | 1     | 1    | 45   | 0 |

|  | v |  |
|  | - |  |
|  |   |  |

|  | v |  |
|  | - |  |
|  |   |  |

|  | v |  |
|  | - |  |
|  |   |  |

### Bảng G
| Đội tuyển | Số trận | Thắng | Thua | Điểm | C |
| --------- | ------- | ----- | ---- | ---- | - |
| Nepal     | 2       | 0     | 2    | 6    | 0 |
| Indonesia | 2       | 2     | 0    | 36   | 0 |

|  | v |  |
|  | - |  |
|  |   |  |

|  | v |  |
|  | - |  |
|  |   |  |

## Vòng đấu loại trực tiếp
|  | Tứ kết       | Tứ kết   |              |    | Bán kết | Bán kết |  |  | Chung kết | Chung kết |
|  |              |          |              |    |         |         |  |  |           |           |
|  |              |          |              |    |         |         |  |  |           |           |
|  |              |          |              |    |         |         |  |  |           |           |
|  | Hồng Kông    | 22       |              |    |         |         |  |  |           |           |
|  | Hồng Kông    | 22       |              |    |         |         |  |  |           |           |
|  | Ai Cập       | 7        |              |    |         |         |  |  |           |           |
|  | Ai Cập       | 7        | Hồng Kông    | 5  |         |         |  |  |           |           |
|  |              |          | Hồng Kông    | 5  |         |         |  |  |           |           |
|  |              |          | Trung Quốc 1 | 28 |         |         |  |  |           |           |
|  | Trung Quốc 1 | 19       | Trung Quốc 1 | 28 |         |         |  |  |           |           |
|  | Trung Quốc 1 | 19       |              |    |         |         |  |  |           |           |
|  | Malaysia     | 11       |              |    |         |         |  |  |           |           |
|  | Malaysia     | 11       | Trung Quốc 1 | 37 |         |         |  |  |           |           |
|  |              |          | Trung Quốc 1 | 37 |         |         |  |  |           |           |
|  |              | Nhật Bản | 42           |    |         |         |  |  |           |           |
|  | Thái Lan     | Nhật Bản | 42           | 13 |         |         |  |  |           |           |
|  | Thái Lan     |          |              | 13 |         |         |  |  |           |           |
|  | Trung Quốc 2 | 23       |              |    |         |         |  |  |           |           |
|  | Trung Quốc 2 | 23       | Trung Quốc 2 | 15 |         |         |  |  |           |           |
|  |              |          | Trung Quốc 2 | 15 |         |         |  |  |           |           |
|  |              |          | Nhật Bản     | 38 |         |         |  |  |           |           |
|  | Indonesia    | 23       | Nhật Bản     | 38 |         |         |  |  |           |           |
|  | Indonesia    | 23       |              |    |         |         |  |  |           |           |
|  | Nhật Bản     | 42       |              |    |         |         |  |  |           |           |
|  | Nhật Bản     | 42       |              |    |         |         |  |  |           |           |
|  |              |          |              |    |         |         |  |  |           |           |

## Kết quả
| Vô địch Robocon Bắc Kinh 2005 RoboTech Đại học Tokyo - Nhật Bản Lần thứ nhất |

- Giải nhì: Trung Quốc
- Giải ba: Trung Quốc và Hồng Kông

### Các giải phụ
- Giải kỹ thuật: Thái Lan
- Giải ý tưởng: Malaysia
- Giải thiết kế: Indonesia
- Giải ABU Robocon 2005 Beijing: Ai Cập
- Giải Panasonic: Bangladesh
- Giải Toyota: Brunei
- Giải Mabuchi Motor: Nepal
- Giải Konami: Việt Nam
- Giải E Bai Fen: Hàn Quốc